# Eugen Kühnemann

Eugen Kühnemann

Eugen Kühnemann (* 28. Juli 1868 in Hannover; † 12. Mai 1946 in Fischbach (heute Karpniki) im Riesengebirge (heute Powiat Jeleniogórski, Polen)) war ein deutscher Philosoph und Literaturwissenschaftler.

## Leben
Kühnemann war der Sohn des Geheimen Regierungsrates Eugen Kühnemann aus Ratibor und der Apothekerstochter Ida, geborene Stark, aus Gnoien. Er begann 1886 ein Studium der Philosophie, Altphilologie und Germanistik in Marburg und hörte bei Hermann Cohen Vorlesungen über Kant. 1887 wechselte er nach München und hörte bei Karl von Prantl Geschichte der Philosophie, bei Heinrich Brunn Archäologie und bei Michael Bernays deutsche Literatur. Nach einem Zwischensemester in Berlin wurde er bei Bernays mit einer Arbeit über „Die Kantischen Studien Schillers und die Komposition des Wallenstein“ im Juli 1889 promoviert. Im Anschluss setzte Kühnemann seine Studien 1889/90 in Göttingen bei Ulrich von Wilamowitz-Moellendorff, für ein Semester in Paris bei Hippolyte Taine und 1890 in Berlin bei Heinrich von Treitschke und Erich Schmidt fort. Ein erster Versuch, sich bei Wilhelm Dilthey zu habilitieren scheiterte 1894. Kühnemann wechselte nach Marburg und wurde 1895 Privatdozent bei Cohen mit der Habilitationsschrift „Kants und Schillers Begründung der Ästhetik“. 1901 erhielt er ein außeretatmäßiges Extraordinariat in Marburg und im Sommersemester 1903 hatte er gegen den Willen der dortigen Fakultät eine Vertretung in Bonn.

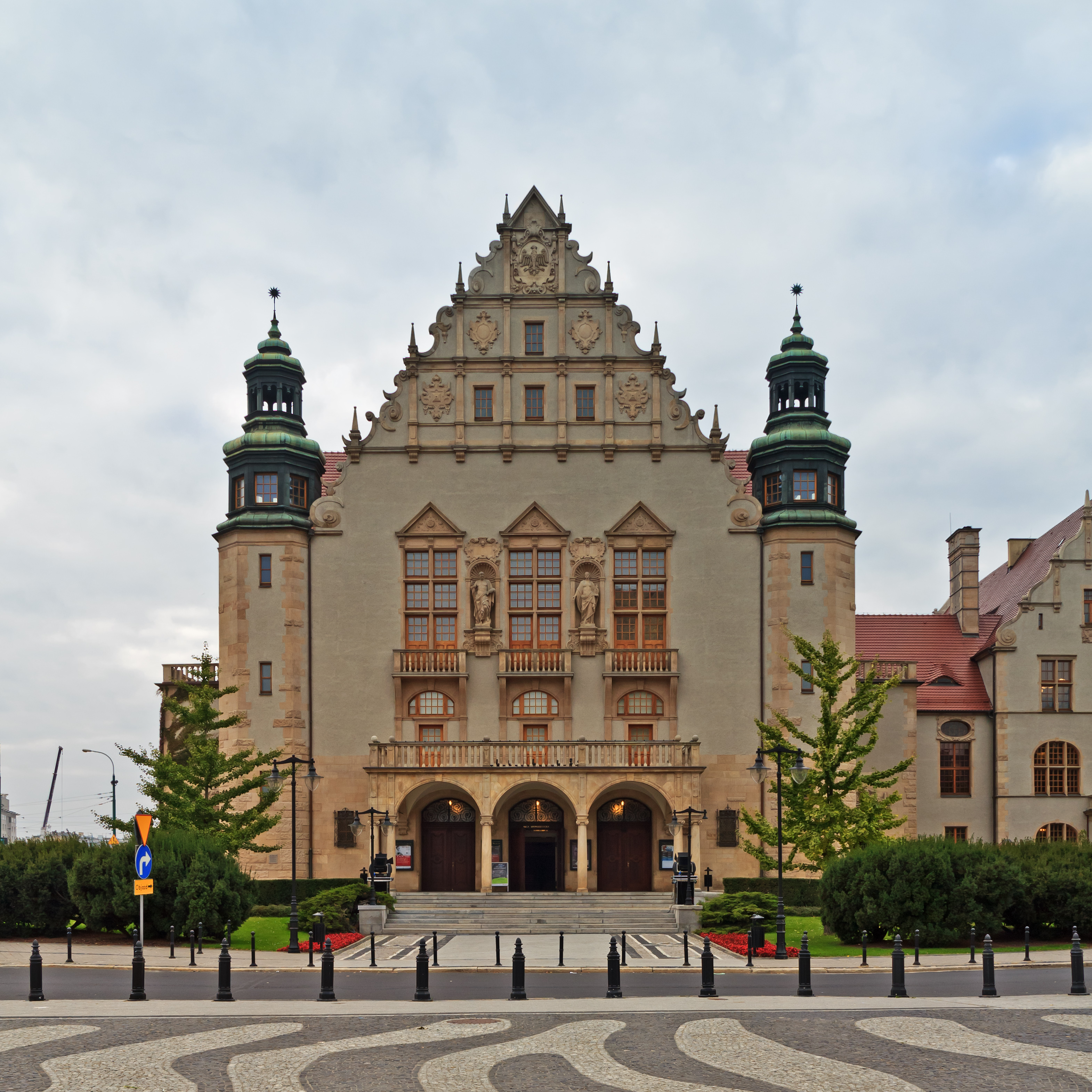
Die Königliche Akademie, seit 1919 Aula der Universität Posen

Mit Unterstützung des ihm freundschaftlich gesinnten Universitätsdezernenten im preußischen Kultusministerium Friedrich Althoff ging Kühnemann 1903 als Gründungsrektor an die neu gegründete Königliche Akademie zu Posen, einer Art höherer Volkshochschule. Er sah seine Aufgabe in einer „geistigen Kolonisation“ der Posener Bevölkerung:
„Aber das Volk in seiner überwiegenden Mehrzahl war doch eben polnisch. An diesem polnischen Volke war der preußische Staat zu einem wahren Wohltäter geworden. Er hatte Polen gegeben, was es nie besaß, einen gebildeten leistungsfähigen und ehrenhaften Mittelstand.“
Kühnemanns Interessen galten neben der Philosophie Kants vor allem der Literatur, insbesondere der Weimarer Klassik. So verfasste er 1905 anlässlich des 100. am 9. Mai ein Buch über Friedrich Schiller. Im Auftrag des preußischen Kultusministeriums machte er 1905 zum ersten Mal eine Vortragsreise nach Amerika als Vertreter des Vereins für das Deutschtum im Ausland, mit dem Ziel, Auslandsdeutschen das „Weltreich deutschen Geistes“ (Buchtitel) näherzubringen. Es folgten weitere Auslandsaufenthalte, darunter 1906/07 und 1908/09 als Austauschprofessor an der Harvard University und 1912 als erster Carl Schurz Memorial professor an der University of Wisconsin in Madison. Kühnemann erhielt von beiden Universitäten die Ehrendoktorwürde. Den Kontakt in die USA hielt Kühnemann mit Vortragsreisen 1914 bis 1917 und noch einmal 1932 auch in der Folgezeit aufrecht. Insbesondere die Reisen in der Zeit des Ersten Weltkrieges dienten der Beeinflussung der amerikanischen Öffentlichkeit zugunsten der Deutschen. Kühnemann besuchte in dieser Zeit 137 Städte in 36 Staaten und hielt 121 Reden auf Englisch sowie 275 in deutscher Sprache. Er verteidigte dabei die deutsche Kriegspolitik einschließlich der Versenkung der Lusitania und des uneingeschränkten U-Boot-Krieges.
Kühnemann wurde 1906 als Rektor in Posen nicht wiedergewählt, konnte jedoch mit Unterstützung von Althoff eine Berufung auf eine ordentliche Professur an der Universität Breslau erreichen, wo er den protestantischen Proporzlehrstuhl innehatte. Dort war er wegen seines stark an der Literatur orientierten Denkens ein Außenseiter. Trotz seiner Marburger Zeit und eines zweibändigen Kant-Buches (1923–24) ist Kühnemann nicht dem Neukantianismus, sondern eher einem nationalistischen Neuidealismus zuzurechnen. Sein Denken kreiste um den Zusammenhang von Geist und Leben. Die Philosophie ist vom Menschen aus zu deuten. „Dies Verstehen erfasst das Ganze des Lebens und Schaffens in der Persönlichkeit als eine Einheit und ermißt es in seiner Bedeutung für den Geist, der selber eine Einheit ewiger Notwendigkeitsgeltungen ist.“ Herder nannte er einen „genialen Seher“ und „Propheten des Deutschtums und seiner Herrlichkeit“ Ähnlich bezeichnet er Fichte mit seinen „Reden an die deutsche Nation“ als einen „wahren Propheten“. Die Grundstimmung in Deutschland kurz vor dem Ersten Weltkrieg charakterisiert er mit den Worten: „Wir fangen an zu begreifen, daß es der Kulturgedanke des Deutschtums ist, der unsere Pflicht in der Welt darstellt, und mehr als das, – daß mit ihm entschieden wird über unser Sein und Nichtsein.“ Für Kühnemann war eine nationalistische Einstellung und ein Eingreifen zugunsten des eigenen Volkes philosophische Pflicht:
„Die deutsche Philosophie ist das Bewußtsein vom deutschen Geiste und seiner Bedeutung für die menschliche Arbeit. Sie trägt die letzte Verantwortung dafür, daß der deutsche Geist in seinem innersten Streben zur Klarheit komme. Die deutsche Philosophie hat in den großen Augenblicken der deutschen Geschichte stets gewußt, daß sie bildend einzugreifen hat in die geschichtliche Selbstdurchsetzung und Selbsterfüllung ihres Volkes.“
Nach dem Eintritt der USA in den Ersten Weltkrieg schrieb Kühnemann in der Reihe „Schützengrabenbücher“ einen Band mit dem Titel „Amerika als Deutschlands Feind“, das eine Auflage von 120.000 Stück erzielte. Nach Kriegsende beeilte er sich, die Pläne des amerikanischen Präsidenten Woodrow Wilson zu befürworten und, unter Bezugnahme auf Kant, den Völkerbundgedanken zu begrüßen.
Bei Kühnemann promovierten im Jahr 1910 Paul Tillich und Karl Oscar Bertling sowie 1911 der Hönigswald-Schüler Siegfried Marck, der sich zudem 1917 bei ihm habilitierte. Ein weiterer Schüler in dieser Zeit war Schlomo Friedrich Rülf. Ebenso promovierte Helmut Kuhn bei ihm 1923. In Breslau pflegte Kühnemann Kontakt zur Familie Gadamer. Der Vater Hans-Georg Gadamers war in Breslau Ordinarius für Pharmazeutische und Forensische Chemie. Über Kühnemann sagte Gadamer: „Eugen Kühnemann war der erste, bei dem ich zu studieren angefangen habe, denn er war der Hausfreund meiner Eltern. Er war ein sehr amüsanter Mann, aber unvergleichlich viel oberflächlicher als Hönigswald“. Die Vorlesungen von Kühnemann galten entsprechend als leichter. „Die anderen waren zufrieden mit der großartigen Rhetorik von Kühnemann, der ein Meisterredner war.“ Kühnemann hielt zum Beispiel im Sommersemester 1918 die Vorlesung „Erklärung von Kants Kritik der reinen Vernunft als Einführung in das Studium der deutschen Literatur“, die auch von Germanistikstudenten belegt werden konnte. Ein Schüler beschrieb ihn: „Kühnemann war klein und zartgliedrig, ein Mann mit Spitzbart und glühenden Augen. Er war überhaupt ein glühender Mensch. Wenn er über Nietzsches Zarathustra sprach oder über Goethes Faust, trug ihn sein Temperament rasch davon und er stand mit geballten Fäusten vor seinen gebannten Hörern.“ Kühnemanns Ziel war ein Wirken über die Philosophie, die er als „Grundlagenwissenschaft der deutschen Literaturgeschichte“ sah, hinaus auf die Kultur und die geistige Lebensgestaltung.
„Höher als das wissenschaftliche Erkennen, das trotz seiner Notwendigkeitsgeltung immer bedingt bleibt, steht das sittliche Erkennen in seinem Wissen um das Unbedingte, höher noch das Religiöse im Wissen nicht nur um eine unbedingte Aufgabe, sondern um ein unbedingtes Sein oder Walten. Das Leben im Ende seines Wissens ist Religion. Im Schönen aber spielt die Seele im Gefühl der göttlichen Vollendung und erreicht im Schein, was die Wirklichkeit versagt.“
In den 1920er Jahren befasste Kühnemann sich vorwiegend mit seinen beiden großen Vorbildern Kant und Goethe, zu denen er jeweils eine zweibändige Monographie erarbeitete. Daneben gab er 1927 Band VI der Schriftenreihe „Die Philosophie in Selbstdarstellungen“ mit einem autobiographischen Kapitel heraus. Seit 1921 war Kühnemann Ehrenmitglied der Wissenschaftlichen Verbindung Rheinfranken, der späteren Marburger Burschenschaft Rheinfranken. Er wurde Mitglied in Alfred Rosenbergs Kampfbund für deutsche Kultur. Als Deutschnationaler war Kühnemann Anhänger Papens und hoffte, dass gemeinsam mit der NSDAP „ein Volksstaat der nationalen Willensfreiheit“ entstehen würde. Als Hitler nach der Reichstagswahl vom November 1932 keine Koalition mit den Konservativen einging, sprach er von einem Versagen als „Volksführer“. Kühnemann begrüßte die Machtübernahme, trat aber der NSDAP nicht bei. Von Reichserziehungsminister Rust wurde er geschätzt. „Kühnemann war ein Gegner der Weimarer Republik. des Parteienstaates, der Demokratisierung, die er für eine ‚geistlose Nachahmung der amerikanischen Demokratie’ hielt. Andererseits gerierte er sich gerne als philosophischer Weltbürger, für den es in geistigen Dingen keine kleinlichen nationalen Grenzen zu geben schien, zumal dann, wenn es sich um ‚große Geister‘ handelte. So nannte er Spinoza und Goethe in einem Atemzug und sprach von Inspiration und Geistesverwandtschaft beider.“ Auch fand er noch 1932, dass das Bürgertum „Träger der staatsbewussten Einheit“ sei. Mit solchen Auffassungen fand er nach 1933 keine positive Resonanz bei den Studenten. Entsprechend setzte der Nationalsozialistische Studentenbund 1935 bei Kühnemanns Emeritierung durch, dass dieser keine weiteren Vorlesungen mehr abhalten durfte. Er war ab dem Sommersemester 1936 von der Lehrtätigkeit entbunden, obwohl es noch keinen Nachfolger gab und seine Stelle vertreten werden musste. In den folgenden Jahren war Kühnemann mit einer Reihe von Vorträgen weiter aktiv.
Im Jahr 1941 hielt er die Eröffnungsrede für die neu gegründete Reichsuniversität Posen. Im Jahr 1945 zog er sich nach Fischbach im Riesengebirge zurück, wo er engen Kontakt zu Gerhart Hauptmann hielt, der im nahe gelegenen Agnetendorf lebte und drei Wochen vor ihm starb.
Nach Ende des Zweiten Weltkrieges wurden Kühnemanns Schriften Den Freunden, den Meinen und mir an meinem siebzigsten Geburtstag (28. Juli 1938) (Salzer, Heilbronn 1938), Goethes Faust und der Ostergedanke – Friedrich Nietzsche in seiner Bedeutung für das Denken der Gegenwart. 2 Reden (Trewendt & Granier, Breslau 1938) und Der Freiheitskampf der Deutschen (Nationale Verlagsgesellschaft, Leipzig 1941) in der Sowjetischen Besatzungszone auf die Liste der auszusondernden Literatur gesetzt.

## Schriften
- Turgenjew und Tolstoj, Berlin 1893
- Herders Persönlichkeit in seiner Weltanschauung, 1893
- Herders Leben, München 1895 (3. Auflage 1927 unter dem Titel Herder)
- Grundlehren der Philosophie. Studien über Vorsokratiker, Sokrates und Platon, Berlin und Stuttgart 1899
- Über die Grundlagen der Lehre des Spinoza, Halle a.S. 1902
- Schiller, Beck, München 1905 (7. Aufl. 1927)
- Vom Weltreich des deutschen Geistes. Reden und Aufsätze, München 1914 (2. Auflage: Aus dem Weltreich deutschen Geistes, 1927)
- Deutschland, Amerika und der Krieg, Chicago 1915
- Deutschland und Amerika. Briefe an einen deutsch-amerikanischen Freund, 1917 (4. Auflage 1925).
- Gerhart Hauptmann. Aus dem Leben des deutschen Geistes in der Gegenwart. Fünf Reden, 1922
- Kant, zwei Bände, München 1923–24 (Band 1: Der europäische Gedanke im vorkantischen Denken; Band 2: Das Werk Kants und der europäische Gedanke)
- Goethe, 2 Bände, Leipzig 1930
- George Washington. Werden und Wachsen des Amerikagedankens, 1932
- Mit unbefangener Stirn. Mein Lebensbuch (Erinnerungen), Heilbronn 1937
- Goethes Faust und der Ostergedanke. Friedrich Nietzsche in seiner Bedeutung für das Denken der Gegenwart. Zwei Reden, Breslau 1938
- Der Freiheitskampf der Deutschen, Leipzig 1941